# Marko Ivović
Marko Ivović (en serbe : Марко Ивовић) est un joueur serbe de volley-ball né le 22 décembre 1990 à Ljig (alors en République fédérale socialiste de Yougoslavie). Il mesure 1,92 m et joue réceptionneur-attaquant. Il est international serbe.

## Clubs
| Club                 | De        | À         |
| -------------------- | --------- | --------- |
| Vojvodina Novi Sad   | 2009-2010 | 2011-2012 |
| Maliye Milli Piyango | 2012-2013 | 2012-2013 |
| Paris Volley         | 2013-2014 | ...       |

## Palmarès

### Club
- Coupe de la CEV (1)
  - Vainqueur : 2014
- Championnat de France
  - Finaliste : 2014
- Coupe de France
  - Finaliste : 2014
- Coupe de Serbie (2)
- Vainqueur : 2010, 2012

### Distinctions individuelles
- MVP de la Coupe de la CEV 2014
- Meilleur joueur du Championnat de France 2014